# Dottrina della decadenza
La dottrina dell'estinzione fu una politica di annessione elucubrata da James Broun-Ramsay, I marchese di Dalhousie, che fu governatore generale dell'India tra il 1848 e il 1856. 

## Storia
Secondo tale dottrina, ogni Stato principesco o territorio sotto la diretta influenza (paramountcy) della Compagnia britannica delle Indie orientali (la potenza imperialistica dominante nel Subcontinente indiano), come Stato vassallo sotto il British Subsidiary System, sarebbe stato automaticamente annesso se il governante si fosse mostrato "manifestamente incompetente" o fosse "morto senza un erede diretto". 
Ciò soppiantò il diritto, da lunghissimo tempo vigente, di ogni sovrano indiano che non avesse eredi, di scegliere il proprio successore. In aggiunta a ciò i britannici si riservavano l'insindacabile giudizio di decidere se un governante fosse o meno e in che misura competente.
Al tempo dell'adozione di questa dottrina, la Compagnia aveva assoluta giurisdizione amministrativa su numerose regioni diffuse in tutto il subcontinente. La Compagnia mise così le mani sugli Stati principeschi di Satara (1848), Jaitpur e Sambalpur (1849), Nagpur e Jhansi (1854) e Awadh (Oudh) (1856), applicando a suo totale beneficio questa dottrina. Con l'accrescersi a dismisura del potere della Compagnia Britannica delle Indie Orientali, il malcontento che covava in numerosi strati della società indiana e le forze armate ampiamente composte da elementi indigeni esplose e si espresse nel corso della prima guerra d'indipendenza indiana del 1857 (nota anche con la definizione di moti indiani del 1857 o, dal punto di vista filo-britannico, di "Mutiny").
A seguito di questa guerra, nel 1858, il nuovo viceré britannico dell'India, che aveva sostituito i rappresentanti della Compagnia britannica delle Indie Orientali, rinunciò a tale dottrina.